# Karel Filips van de Werve

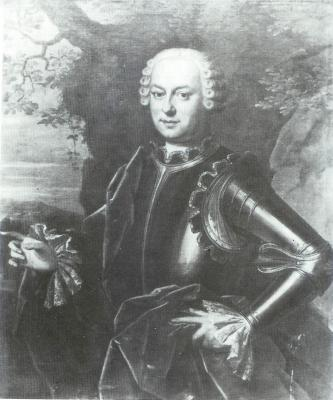
Karel Filips Hendrik Johan-Baptist van de Werve

Wapen van de graaf van Vorselaar.

Karel Filips (Charles-Philippe) Hendrik Johan Baptist van de Werve (Schilde, 2 november 1706 - 30 november 1776), graaf van Vorselaar, was lid van een zeer oude, adellijke Antwerpse familie. 
Hij was de zoon van baron Karel Hendrik van de Werve, heer van Schilde, heer van Giessen-Oudekerk, heer van Onze-Lieve-Vrouw-Waver en heer van Wavrans, en Eleonora Louise de Varick. 
Hij trouwde met Maria Anna van Pret, de enige dochter van de zeer rijke Filips Lodewijk van Pret (heer van Vorselaar, Rielen en Lichtaart), en Anna Maria Moretus, die Christoffel Plantijn als voorouder had.
Hij werd de eerste graaf van Vorselaar en baron van Lichtaart en Rielen.
Het echtpaar had 12 kinderen:
- Marie Joseph van de Werve (1737–1737)
- Albert Marie van de Werve (1738–1738)
- Anna Maria Carolina van de Werve (1739–1739)
- Karel Bernhard Johan van de Werve (1740–1813), tweede graaf van Vorselaar; hij huwde in 1763 met Hubertine de Gilman en in 1788 met Reine della Faille.
- Maria Anna Josepha van de Werve (1742–1798), zij huwde in 1763 met Jan Roose, graaf van Baisy, baron van Boechout, heer van Loupoigne
- Jan Jozef van de Werve (1744–1744)
- Johanna Carolina van de Werve (1745–1747)
- Albertine van de Werve (1747–1810), zij huwde in 1768 met Jean-François, graaf van Hénin-Liétard en de Elzas, markies van de Elzas, baron van Fosseux, heer van Dion-le-Val.
- Filips Lodewijk van de Werve (1748–1834), baron van Schilde; hij huwde in 1767 met Marie-Alexandrine de Fraule, in 1770 met Theresia Peeters en in 1791 met Maria Louisa della Faille.
- Theodore Jozef Laurens van de Werve (1752–1780), hij huwde in 1776 met Anne de Neuf
- Jozef Hendrik van de Werve (1753–1753)
- Johanna Josephina-Joséphine van de Werve (1755–1785), zij huwde in 1777 met François, baron van Ertborn.

## Referentie
- Dit artikel of een eerdere versie ervan is een (gedeeltelijke) vertaling van het artikel Charles-Philippe_van_de_Werve op de Engelstalige Wikipedia, dat onder de licentie Creative Commons Naamsvermelding/Gelijk delen valt. Zie de bewerkingsgeschiedenis aldaar.